# Primera División 1970/71
Die Primera División 1970/71 war die 40. Spielzeit der höchsten spanischen Fußballliga. Sie startete am 12. September 1970 und endete am 18. April 1971.
FC Valencia wurde zum vierten Mal spanischer Meister. Das Team von Trainer Alfredo Di Stéfano setzte sich gegen den punktgleichen CF Barcelona aufgrund des direkten Vergleichs (2:0 und 1:1) durch. 

## Vor der Saison
- Als Titelverteidiger ging der sechsfache Meister Atlético Madrid ins Rennen. Letztjähriger Vizemeister wurde Atlético Bilbao.
- Aufgestiegen aus der Segunda División sind Real Gijón, CD Málaga und Español Barcelona.

## Vereine
| Verein            | Stadt         | Stadion                       |
| ----------------- | ------------- | ----------------------------- |
| CF Barcelona      | Barcelona     | Camp Nou                      |
| Español Barcelona | Barcelona     | Estadi Sarrià                 |
| Atlético Bilbao   | Bilbao        | Estadio San Mamés             |
| FC Elche          | Elche         | Camp de Altabix               |
| Real Gijón        | Gijón         | El Molinón                    |
| FC Granada        | Granada       | Estadio des Los Cármenes      |
| UD Las Palmas     | Las Palmas    | Estadio Insular               |
| Real Madrid       | Madrid        | Estadio Santiago Bernabéu     |
| Atlético Madrid   | Madrid        | Estadio Manzanares            |
| CD Málaga         | Málaga        | Estadio La Rosaleda           |
| CE Sabadell       | Sabadell      | Nova Creu Alta                |
| Real Sociedad     | San Sebastián | Estadio de Atotxa             |
| Real Saragossa    | Saragossa     | La Romareda                   |
| FC Sevilla        | Sevilla       | Estadio Ramón Sánchez Pizjuán |
| FC Valencia       | Valencia      | Estadio Luis Casanova         |
| Celta Vigo        | Vigo          | Estadio Balaídos              |

## Abschlusstabelle
| Pl. | Verein                | Sp. | S  | U  | N  | Tore    | Diff. | Punkte |
| --- | --------------------- | --- | -- | -- | -- | ------- | ----- | ------ |
| 1.  | FC Valencia           | 30  | 18 | 7  | 5  | 041:190 | +22   | 43:17  |
| 2.  | CF Barcelona          | 30  | 19 | 5  | 6  | 050:220 | +28   | 43:17  |
| 3.  | Atlético Madrid (M)   | 30  | 17 | 8  | 5  | 051:200 | +31   | 42:18  |
| 4.  | Real Madrid (P)       | 30  | 17 | 7  | 6  | 046:240 | +22   | 41:19  |
| 5.  | Atlético Bilbao       | 30  | 14 | 7  | 9  | 040:310 | +9    | 35:25  |
| 6.  | Celta Vigo            | 30  | 15 | 5  | 10 | 037:320 | +5    | 35:25  |
| 7.  | FC Sevilla            | 30  | 13 | 6  | 11 | 034:420 | −8    | 32:28  |
| 8.  | Real Sociedad         | 30  | 10 | 9  | 11 | 023:270 | −4    | 29:31  |
| 9.  | CD Málaga (N)         | 30  | 8  | 12 | 10 | 027:320 | −5    | 28:32  |
| 10. | FC Granada            | 30  | 10 | 8  | 12 | 033:340 | −1    | 28:32  |
| 11. | Español Barcelona (N) | 30  | 8  | 9  | 13 | 018:250 | −7    | 25:35  |
| 12. | Real Gijón (N)        | 30  | 10 | 5  | 15 | 035:440 | −9    | 25:35  |
| 13. | CE Sabadell           | 30  | 8  | 5  | 17 | 028:490 | −21   | 21:39  |
| 14. | UD Las Palmas         | 30  | 5  | 10 | 15 | 033:420 | −9    | 20:40  |
| 15. | FC Elche              | 30  | 4  | 10 | 16 | 025:460 | −21   | 18:42  |
| 16. | Real Saragossa        | 30  | 3  | 9  | 18 | 022:540 | −32   | 15:45  |

Platzierungskriterien: 1. Punkte – 2. Direkter Vergleich (Punkte, Tordifferenz, geschossene Tore) – 3. Tordifferenz – 4. geschossene Tore

| (M) | amtierender Meister              |
| (P) | amtierender Pokalsieger          |
| (N) | Neuaufsteiger der letzten Saison |

## Kreuztabelle
| 1970/71           | FC Valencia | CF Barcelona | Atlético Madrid | Real Madrid | Atlético Bilbao | Celta Vigo |     |     | CD Málaga | FC Granada | Español Barcelona | Real Gijón | CE Sabadell | UD Las Palmas | FC Elche | Real Saragossa |
| ----------------- | ----------- | ------------ | --------------- | ----------- | --------------- | ---------- | --- | --- | --------- | ---------- | ----------------- | ---------- | ----------- | ------------- | -------- | -------------- |
| FC Valencia       |             | 1:1          | 1:0             | 1:0         | 4:0             | 2:1        | 0:1 | 0:0 | 1:0       | 2:1        | 2:1               | 1:0        | 2:1         | 5:1           | 3:0      | 2:0            |
| CF Barcelona      | 0:2         |              | 2:0             | 0:1         | 0:1             | 2:1        | 5:2 | 4:0 | 1:0       | 2:1        | 3:0               | 2:0        | 4:1         | 2:0           | 0:0      | 5:2            |
| Atlético Madrid   | 3:0         | 1:1          |                 | 2:2         | 2:0             | 3:1        | 4:1 | 1:0 | 2:1       | 3:0        | 3:0               | 2:0        | 4:1         | 2:1           | 3:1      | 3:0            |
| Real Madrid       | 2:0         | 0:1          | 1:0             |             | 1:2             | 4:0        | 4:0 | 1:0 | 2:2       | 3:2        | 1:0               | 1:1        | 3:1         | 4:2           | 1:1      | 2:1            |
| Atlético Bilbao   | 0:0         | 1:1          | 1:0             | 0:1         |                 | 2:0        | 1:0 | 1:1 | 2:1       | 3:0        | 2:0               | 3:0        | 1:0         | 1:0           | 2:0      | 3:0            |
| Celta Vigo        | 1:0         | 1:1          | 3:2             | 2:0         | 2:1             |            | 2:0 | 0:0 | 0:0       | 2:0        | 1:0               | 2:0        | 1:0         | 1:0           | 3:0      | 2:0            |
| FC Sevilla        | 2:2         | 0:1          | 1:1             | 3:1         | 3:2             | 2:1        |     | 1:0 | 1:0       | 1:0        | 1:0               | 1:1        | 1:0         | 3:1           | 2:1      | 4:2            |
| Real Sociedad     | 0:0         | 1:0          | 0:1             | 0:0         | 2:1             | 1:3        | 1:0 |     | 1:2       | 1:1        | 1:0               | 3:1        | 2:0         | 1:0           | 2:0      | 2:0            |
| CD Málaga         | 0:1         | 0:1          | 0:0             | 0:2         | 3:3             | 2:1        | 1:1 | 0:0 |           | 1:0        | 0:0               | 3:0        | 1:0         | 1:1           | 1:0      | 1:0            |
| FC Granada        | 2:2         | 0:2          | 0:0             | 2:0         | 2:2             | 1:0        | 0:0 | 2:0 | 1:1       |            | 1:0               | 3:0        | 3:1         | 1:0           | 3:1      | 3:0            |
| Español Barcelona | 1:0         | 0:1          | 0:0             | 0:1         | 1:0             | 0:1        | 0:1 | 0:0 | 1:1       | 1:0        |                   | 2:0        | 3:1         | 2:1           | 2:0      | 0:0            |
| Real Gijón        | 0:1         | 0:2          | 1:1             | 0:1         | 3:1             | 4:0        | 4:0 | 2:0 | 3:0       | 3:2        | 0:1               |            | 3:2         | 2:0           | 3:1      | 1:1            |
| CE Sabadell       | 0:1         | 2:1          | 0:2             | 1:1         | 1:0             | 3:2        | 2:1 | 0:0 | 5:2       | 0:1        | 0:0               | 2:1        |             | 0:0           | 1:0      | 2:1            |
| UD Las Palmas     | 0:0         | 3:2          | 1:1             | 0:0         | 1:1             | 1:2        | 0:0 | 4:2 | 1:2       | 2:0        | 0:0               | 1:2        | 5:0         |               | 2:2      | 4:0            |
| FC Elche          | 1:3         | 0:1          | 0:4             | 0:1         | 1:1             | 1:1        | 1:0 | 1:2 | 1:1       | 1:1        | 1:1               | 5:0        | 0:0         | 2:0           |          | 2:1            |
| Real Saragossa    | 0:2         | 1:2          | 0:1             | 0:5         | 1:2             | 0:0        | 4:1 | 1:0 | 0:0       | 0:0        | 2:2               | 0:0        | 3:1         | 1:1           | 1:1      |                |

## Nach der Saison
Internationale Wettbewerbe
- 1. – FC Valencia – Europapokal der Landesmeister
- 3. – Atlético Madrid – UEFA-Pokal
- 4. – Real Madrid – UEFA-Pokal
- 5. – Atlético Bilbao – UEFA-Pokal
- 6. – Celta Vigo – UEFA-Pokal
- Gewinner der Copa del Rey – CF Barcelona – Europapokal der Pokalsieger

Absteiger in die Segunda División
- 15. – FC Elche
- 16. – Real Saragossa

Aufsteiger in die Primera División
- Betis Sevilla
- FC Burgos
- Deportivo La Coruña
- FC Córdoba

## Pichichi-Trophäe
Die Pichichi-Trophäe wird jährlich für den besten Torschützen der Spielzeit vergeben.
| Pl. | Nat.         | Spieler             | Verein          | Tore |
| --- | ------------ | ------------------- | --------------- | ---- |
| 1   | Spanien 1945 | José Eulogio Gárate | Atlético Madrid | 17   |
|     | Spanien 1945 | Carles Rexach       | CF Barcelona    | 17   |
| 3   | Spanien 1945 | Pirri               | Real Madrid     | 14   |
|     | Spanien 1945 | Quini               | Sporting Gijón  | 14   |
| 5   | Spanien 1945 | Javier Irureta      | Atlético Madrid | 12   |

## Die Meistermannschaft des FC Valencia
| 1.          | FC Valencia |
| FC Valencia | - Tor: Abelardo González (30/-) - Abwehr: Anton Manuel (30/2); Aníbal Pérez (30/2); Juan Cruz Sol (29/-); Tatono (16/-); Francisco Vidagany (7/-); Fernando Barrachina (4/-) - Mittelfeld: José Claramunt (30/4); Paquito García (27/3); Poli (14/2); Jesús Martínez (9/-); Fernando Ansola (6/-) - Sturm: Sergio Lloret (30/4); José Vicente Forment (26/8); Enrique Claramunt (22/4); Carlos Pellicer (22/3); Óscar Rubén Valdez (18/5); José Ramón Fuertes (4/-); Vicente Jara (3/-); Gabriel Uriarte (2/-); José Nebot (1/-) - Trainer: Alfredo Di Stéfano |